# Französische Suiten
Die Französischen Suiten (BWV 812 bis 817) sind ein Zyklus von sechs Kompositionen für das Cembalo oder Clavichord von Johann Sebastian Bach. Sie gehören zur Gattung der Suite, einer Folge von stilisierten instrumentalen Tanzstücken, die durch die gleiche Tonart und melodisch verwandte Themen und Motive untereinander zu einer musikalischen Einheit verbunden sind. Bach komponierte sie zwischen 1722 und 1725 für seine zweite Ehefrau Anna Magdalena Bach, die er 1722 geheiratet hatte. Er trug die ersten fünf Frühfassungen davon in das
Clavierbüchlein vor Anna Magdalena Bachin Anno 1722 ein und bezeichnete sie im damals üblichen Französisch als Suites pour le Clavessin (= Suiten für das Cembalo).

## Titel
Der heutige Titel stammt wahrscheinlich von Bachs Schüler Heinrich Nikolaus Gerber, der diese und andere Suiten zwischen 1724 und 1726 aus einer größeren Sammlung Bachscher Cembalowerke zusammenstellte und kopierte. Mit dem Titel unterschied er diesen Zyklus von den von ihm so genannten „Englischen Suiten“ Bachs. Diese entstanden früher, hatten ein vorangestelltes Präludium, weniger streng einheitlich durchkomponierte Sätze und längere Satzfolgen. Der in Köthen entstandene „französische“ Suitenzyklus setzte mit der Eleganz, Kompaktheit und Durchstilisierung dieser Werke und dem hohen Anspruch an die Spieltechnik einen neuen Standard für die Instrumentalgattung der Suite. Er reihte sich damit in die Klavierwerke Bachs mit pädagogischem Zweck ein.

## Aufbau
Der Zyklus beginnt mit drei Suiten in Molltonarten und lässt dann drei in Dur folgen. Alle fangen mit der typischen Satzfolge Allemande – Courante – Sarabande an, denen in den Dur-Suiten eine Gavotte folgt. Hier schiebt Bach weitere Tänze – darunter meist auch ein Menuett – ein; die Werke enden dann mit einer Gigue.
Bach verzichtete auf die bei französischen Suiten im Allgemeinen übliche einleitende Ouvertüre und begann direkt mit einem Tanzsatz. Im Vergleich zu den Englischen Suiten mit ihren ausgedehnten, virtuosen Präludien und den reifen Partiten sind sie kürzer und leichter spielbar.

## Die einzelnen Werke

### Suite I d-Moll BWV 812
Sätze
- Allemande c
- Courante 3/2
- Sarabande 3/4
- Menuett I - II - I 3/4
- Gigue c

### Suite II c-Moll BWV 813
Sätze
- Allemande c
- Courante 3/4
- Sarabande 3/4
- Air ¢
- Menuett I - II - I 3/4
- Gigue 3/8

### Suite III h-Moll BWV 814
Sätze
- Allemande c
- Courante 6/4
- Sarabande 3/4
- Anglaise 2
- Menuett - Trio - Menuett 3/4
- Gigue 3/8

### Suite IV Es-Dur BWV 815
Sätze
- Allemande c
- Courante 3/4
- Sarabande 3/4
- Gavotte 2
- Air c
- Gigue 6/8

Eine der Abschriften fügt noch ein Praeludium aus arpeggierten Akkorden und/oder ein Menuet hinzu.

### Suite V G-Dur BWV 816

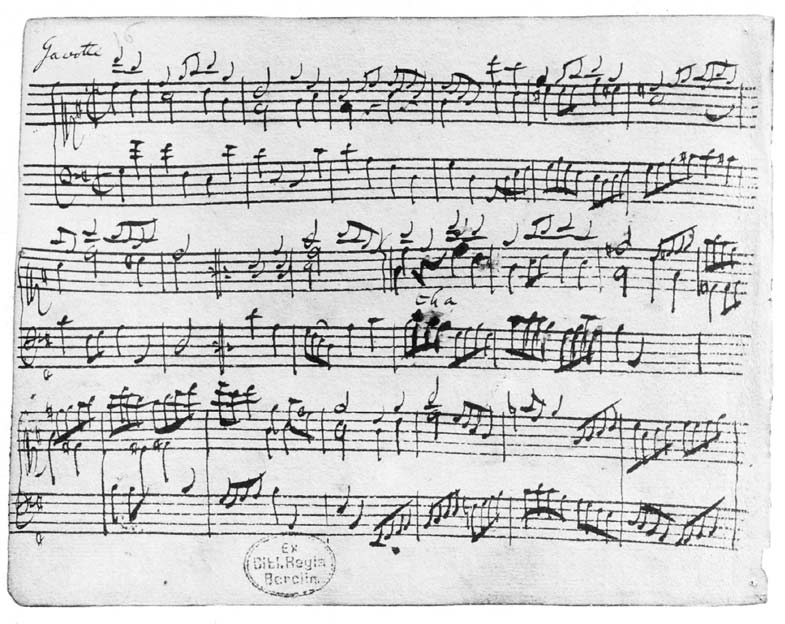
Manuskript der Gavotte aus Suite Nr. 5, hier in der Frühfassung

Sätze
- Allemande c
- Courante 3/4
- Sarabande 3/4
- Gavotte ¢
- Bourrée ¢
- Loure 6/4
- Gigue 12/16

### Suite VI E-Dur BWV 817
Sätze
- Allemande c
- Courante 3/4
- Sarabande 3/4
- Gavotte ¢
- Polonaise 3/4
- Bourrée 2
- Menuett 3/4
- Gigue 6/8

Bei der sechsten Suite fällt der mit acht Sätzen größte Umfang auf. Wegen mehrfacher Überlieferung ist hier die Reihenfolge der Sätze unsicher. In einer Abschrift des Bach-Schülers Heinrich Nicolaus Gerber erscheint sie kombiniert mit dem E-Dur-Präludium aus dem ersten Teil des Wohltemperierten Claviers (BWV 854/1) als SVITE 6ta avec Prelude innerhalb eines Handschriften-Konvoluts, dessen ursprüngliche Ordnung nicht mehr rekonstruierbar ist; offenbar stellt sie hier die 6. Englische Suite dar.